# Natività di Nostro Signore Gesù Cristo
Natività di Nostro Signore Gesù Cristo, även benämnd Natività di Nostro Signore Gesù Cristo a Via Gallia, är en kyrkobyggnad och titelkyrka i Rom, helgad åt Jesu Kristi födelse. Kyrkan är belägen vid Via Gallia i quartiere Appio-Latino och tillhör församlingen Natività di Nostro Signore Gesù Cristo.

## Historia
Kyrkan uppfördes åren 1936–1937 i nyromansk stil efter ritningar av arkitekten Tullio Rossi.
Tegelfasaden har en mittportal och tvenne sidoportaler. Över mittportalen sitter en relief som framställer Jungfru Marie bebådelse. Fasaden avslutas med en enkel huvudgesims med följande ord: NATIVITATI DOMINI NOSTRI JESV CHRISTI DICATVM A.D. MCMXXXVI.
Interiören är treskeppig. I absiden återfinns en mosaik i nybysantinsk stil, Jesu födelse, utförd av Gilda Nagni.

## Titelkyrka
Kyrkan stiftades som titelkyrka med namnet Natività di Nostro Signore Gesù Cristo a Via Gallia av påve Paulus VI år 1969.
Kardinalpräster
- Paul Gouyon: 1969–2000
- Audrys Juozas Bačkis: 2001–